# Tunnel Plabutsch
Il tunnel Plabutsch, che conduce attraverso le colline di Steinberg bei Graz e Plabutsch all'estremità ovest della città di Graz, ha una lunghezza di circa 10 km (tubo est 9.918 m, tubo ovest 10.085 m) e fa parte dell'autostrada austriaca A9 Pyhrn Autobahn, che si snoda su una lunghezza di 230 km dalla diramazione Voralpenkreuz (Sattledt, Alta Austria) attraverso Graz fino a Spielfeld (Stiria) al confine con la Slovenia.
La galleria collega la diramazione Graz-Webling a sud di Graz con Gratkorn a nord della città.
Il tunnel ha permesso di scaricare il vecchio percorso dei Gastarbeiter, che collegava gli stati balcanici con l'Europa centrale e che, per la mancanza di alternative, attraversava direttamente la città di Graz.
La galleria venne costruita unicamente con un solo tubo a due corsie, con traffico bidirezionale, il tubo est. I lavori di costruzione iniziarono il 4 agosto 1980, e l'opera venne inaugurata il 27 giugno 1987.
All'inizio del XXI secolo venne costruito il secondo tubo. La progettazione per la costruzione del tubo ovest iniziò nel 1996. I lavori di costruzione ebbero inizio il 19 luglio 1999. Dopo quattro anni e mezzo di lavori, il tubo ovest venne aperto al traffico il 30 gennaio 2004. In seguito, da febbraio a novembre del 2004, si è proceduto ad un risanamento del tubo est, inaugurato circa 16 anni prima, portandolo allo stesso livello di sicurezza del nuovo tubo ovest.
Dal 17 dicembre 2004 sono utilizzabili i due tubi con due corsie ciascuno. È il secondo tunnel a due canne più lungo d'Europa, dopo il traforo del Gran Sasso, in Italia. Attualmente la galleria è percorsa giornalmente da 30.000 veicoli, con punte massime di 40.000 veicoli nei giorni di maggior traffico.
La sicurezza degli utenti è stata messa in primo piano durante la progettazione e la costruzione del tunnel. La centrale di comando è situata al portale sud, ed è dotata delle tecnologie più moderne. È concepita per l'impiego di due operatori, anche se di regola viene impiegato un solo operatore per sorvegliare e gestire l'intera galleria.
Gli impianti di sicurezza principali consistono in:
- Carreggiata in calcestruzzo.
- 4 collegamenti trasversali transitabili (collegamenti tra un tubo e l'altro), per i veicoli di primo intervento e per eventuali deviazioni del traffico.
- 13 collegamenti trasversali pedonali, quali vie di fuga nel tubo adiacente.
- 2 uscite di sicurezza: Baiernstraße (Graz-Eggenberg) e Bründlteiche (Graz-Wetzelsdorf).
- Ogni 106 metri una nicchia con impianti di spegnimento (in totale 87), come pure impianti di spegnimento in tutte le 9 nicchie di sosta.
- Ogni 212 metri una nicchia SOS, con telefono d'emergenza, due estintori e sulla parete frontale due tasti per la chiamata d'emergenza e per l'avviso d'incendio.
- Rilevatore lineare d'incendio su tutta la lunghezza (FibroLaser II).
- Ventilazione trasversale con sei settori di ventilazione per ogni tubo.
- 10 ventilatori per l'aria fresca e 10 per l'aria viziata.
- 90 serrande di ventilazione (12 metri quadrati) alla distanza di 106 metri, che permettono l'aspirazione concentrata dei fumi nel luogo di un incendio.
- Sorveglianza continua con impianto video gestito dalla centrale di comando di Plabutsch, con registrazione ed elaborazione delle immagini.
- Impianto radio per gli enti di intervento e di manutenzione, ed informazioni radio sul traffico per gli utenti.
- Rivestimento delle pareti con vernice chiara e riflettente, su un'altezza di 4 metri.
- Zone ad illuminazione più intensa per interrompere la monotonia.
- Riflettori sui marciapiedi al bordo destro e sinistro della carreggiata.
- Segnalazione illuminata delle vie di fuga, che permette di segnalare una via di fuga consigliata.
- Alimentazione d'emergenza per l'illuminazione d'emergenza, la segnalazione delle vie di fuga e gli impianti di comando e di sorveglianza.